# Sylvia Jebiwott Kibetová
Sylvia Jebiwott Kibetová (* 28. března 1984) je keňská běžkyně. Byla stříbrnou medailistkou na 5000 metrů na mistrovství světa v atletice v letech 2009 a 2011. Na olympijských hrách v Pekingu v roce 2008 získala bronz.